# 「甘え」の構造
『「甘え」の構造』（あまえのこうぞう）は、精神科医、精神分析学者の土居健郎により1971年に出版された、代表的な日本人論の一つである。当初は1950年代に学術雑誌に発表されていたものが、1971年に一般の本として出版されると、ベストセラーとなった。1973年には、英語版「The Anatomy of Dependence」がKodansha Americaによって出版された。
下記が現行版
- 土居健郎『「甘え」の構造』増補普及版、弘文堂、2007年5月。ISBN 4335651295。

また、土居と齋藤孝の対談本の下記も参考になる。
- 『「甘え」と日本人』齋藤孝、角川書店〈角川oneテーマ21新書〉、2010年1月。ISBN 4047102245。

## 主な理論
精神分析学者の土居が、1950年代の米国留学時に受けたカルチャーショックをもとに日本を把握しようと試みた本。「甘え」に該当する言葉が他言語に見つからないことに着目した。サピア・ウォーフの文化言語論（サピア・ウォーフの仮説、言語的相対論）、ジークムント・フロイトの精神分析、ルース・ベネディクトの『菊と刀』に影響を受けた考察。
本書によると、「甘え」は日本人の心理と日本社会の構造をわかるための重要なキーワードだという。甘えとは、周りの人に好かれて依存できるようにしたいという、日本人特有の感情だと定義する。この行動を親に要求する子供にたとえる。また、親子関係は人間関係の理想な形で、他の人間関係においても、親子関係のような親密さを求めるべきだという。

## 批評
講談社による英文版の The Anatomy of Dependence には、日本やアジアの研究で著名なハーバード大学社会学教授エズラ・ボーゲルにより、書評が載せられている。「おそらく、西欧の精神医学の思考にインパクトを与えた、精神医学のトレーニングを受けた日本人による、最初の本であろう。」 エズラ・ボーゲルは、現在、日米同盟問題にも、影響力を持つ発言をしていると見られている、同じくハーバード大学の国際政治学の教授ジョセフ・ナイが、自分の日本観に影響を与えた人物として強調している。
青木保の『「日本文化論」の変容』によれば、本書は、日本人の心性・人間関係の基本を「『他人依存』的『自分』」「受身的愛情希求」「『幼児的』なもの」とし、西欧社会を知る者の1人としてこれを非論理的・閉鎖的とする観点も提示するが、「甘え」という語を提示することによって、これらを「近代的自我の欠如」として非難する論に対する肯定的認識の提示を試みたものだという。
李御寧は、土居が「甘え」という語は日本語にしかないとしたのを、『「縮み」志向の日本人』で批判し、朝鮮語にも「甘え」に当たるものはあるとした。土居はその後、西洋にも「甘え」はあるという方向へ動いたが、結果として議論の独自性は失われた。